# Arthur Van Doren
Arthur Georges Stanislas Henri Van Doren (* 1. Oktober 1994 in Antwerpen) ist ein belgischer Hockeyspieler. 2016 gewann er mit der belgischen Nationalmannschaft eine olympische Silbermedaille und 2018 wurde er Weltmeister. Nach dem Europameistertitel 2019 folgte 2021 die olympische Goldmedaille.

## Sportliche Karriere
2010 gewann Arthur Van Doren mit der belgischen Mannschaft die Bronzemedaille bei den Olympischen Jugendspielen in Singapur.
Das erste internationale Turnier des Verteidigers in der Erwachsenenklasse war 2013 die Europameisterschaft in Boom. Vor heimischem Publikum verloren die Belgier im Finale der mit 1:3 gegen die deutsche Mannschaft. Im Jahr darauf trafen die Belgier und die Deutschen bei der Weltmeisterschaft in Den Haag im Spiel um Platz 5 aufeinander, die Belgier gewannen mit 4:2. Ebenfalls Fünfte wurden die Belgier bei der Europameisterschaft 2015 in London.
2016 bei den Olympischen Spielen in Rio de Janeiro gewannen die Belgier im Halbfinale mit 3:1 gegen die Niederländer. Im Finale unterlagen sie den Argentiniern mit 4:2. 2017 erreichten die Belgier bei der Europameisterschaft in Amstelveen das Finale mit einem Halbfinalsieg über die Deutschen nach Shootout. Im Finale gewannen die Niederländer mit 4:2. Die Weltmeisterschaft 2018 wurde im indischen Bhubaneswar ausgetragen. Die Belgier belegten in ihrer Vorrundengruppe den zweiten Platz hinter der indischen Mannschaft. Mit Siegen über die pakistanische Mannschaft und über die deutsche Mannschaft erreichten die Belgier das Halbfinale und gewannen dort mit 6:0 gegen die Engländer. Im Finale siegten die Belgier mit 3:2 im Shootout gegen die Niederländer und gewannen erstmals den Weltmeistertitel. 2019 bei der Europameisterschaft in Antwerpen gewannen die Belgier erstmals den Europameistertitel, wobei sie im Finale die Spanier mit 5:0 bezwangen. Bei der Europameisterschaft 2021 gewannen die Belgier die Bronzemedaille. Zwei Monate später gewannen die Belgier bei den Olympischen Spielen in Tokio das Finale gegen die Australier im Penaltyschießen.
Bei der Weltmeisterschaft 2023 in Bhubaneswar erreichten die Belgier erneut das Finale, diesmal unterlagen sie der deutschen Mannschaft im Penaltyschießen. Bei den Olympischen Spielen 2024 in Paris gewannen die Belgier ihre Vorrundengruppe, schieden aber im Viertelfinale gegen die Spanier aus. Van Doren war in allen sechs Spielen dabei.
Arthur Van Doren wurde 2017 und 2018 als Welthockeyspieler ausgezeichnet, nachdem er 2016 und 2017 als bester Nachwuchsspieler (Rising Star) ausgezeichnet worden war. Sein jüngerer Bruder Loic Van Doren ist ebenfalls Hockeynationalspieler.